# Liste der Brigaden der Potomac-Armee in der Schlacht von Gettysburg
Die Liste der Brigaden der Potomac-Armee in der Schlacht von Gettysburg ist eine Auflistung jener 51 Infanterie-Brigaden, die an der Schlacht von Gettysburg vom 1. Juli bis 3. Juli 1863 teilnahmen.
Die Liste enthält die Zuordnung der Brigaden zu Divisionen und Korps, ihre Gliederung, Mannschaftsstärken vor und nach der Schlacht, Informationen über die aufgetretenen Verluste sowie die ungefähre Ankunft der jeweiligen Einheit auf dem Schlachtfeld. Nicht enthalten in diesen Angaben sind militärische Verbände auf Divisions- und Korpsebene, wie der Divisionsartillerie.
Aus der Tabelle lässt sich ablesen, dass die größten Verluste bei den Brigaden des I. Korps auftraten, die als erste das Schlachtfeld von Gettysburg am Vormittag bzw. um die Mittagszeit des 1. Julis 1863 erreichten und im Westen der Stadt versuchten, den Vormarsch der Nord-Virginia-Armee aufzuhalten.

## Gliederung der Potomac-Armee
Die Potomac-Armee, ursprünglich von Generalmajor Joseph Hooker geführt, der am 28. Juni 1863 durch Generalmajor George Meade ersetzt wurde, bestand aus folgenden Großverbänden:
- I. Korps (kommandiert von Generalmajor John F. Reynolds) mit den Divisionen:
  - 1. Division (Brigadegeneral James S. Wadsworth): 2 Brigaden mit 11 Regimentern
  - 2. Division (Brigadegeneral John C. Robinson): 2 Brigaden mit 12 Regimentern
  - 3. Division (Brigadegeneral Abner Doubleday): 3 Brigaden mit 10 Regimentern
- II. Korps (Generalmajor Winfield Scott Hancock):
  - 1. Division (Brigadegeneral John C. Caldwell): 4 Brigaden mit 18 Regimentern
  - 2. Division (Brigadegeneral John Gibbon): 3 Brigaden mit 13 Regimentern
  - 3. Division (Brigadegeneral Alexander Hays): 3 Brigaden mit 13 Regimentern
- III. Korps (Generalmajor Daniel Sickles):
  - 1. Division (Generalmajor David B. Birney): 3 Brigaden mit 19 Regimentern
  - 2. Division (Generalmajor Andrew A. Humphreys): 3 Brigaden mit 18 Regimentern
- V. Korps (Generalmajor George Sykes):
  - 1. Division (Brigadegeneral James Barnes): 3 Brigaden mit 12 Regimentern
  - 2. Division (Brigadegeneral Romeyn B. Ayres): 3 Brigaden mit 14 Regimentern
  - 3. Division (Brigadegeneral Samuel W. Crawford): 2 Brigaden mit 9 Regimentern
- VI. Korps (Generalmajor John Sedgwick):
  - 1. Division (Brigadegeneral Horatio G. Wright): 3 Brigaden mit 12 Regimentern
  - 2. Division (Brigadegeneral Albion P. Howe): 2 Brigaden mit 11 Regimentern
  - 3. Division (Generalmajor John Newton): 3 Brigaden mit 14 Regimentern
- XI. Korps (Generalmajor Oliver Otis Howard):
  - 1. Division (Brigadegeneral Francis C. Barlow): 2 Brigaden mit 8 Regimentern
  - 2. Division (Brigadegeneral Adolph von Steinwehr): 2 Brigaden mit 8 Regimentern
  - 3. Division (Generalmajor Carl Schurz): 2 Brigaden mit 10 Regimentern
- XII. Korps (Generalmajor Henry W. Slocum):
  - 1. Division (Brigadegeneral Alpheus S. Williams): 2 Brigaden mit 14 Regimentern
  - 2. Division (Brigadegeneral John W. Geary): 3 Brigaden mit 14 Regimentern
- Kavallerie-Korps (Generalmajor Alfred Pleasonton):
  - 1. Division (Brigadegeneral John Buford): 3 Brigaden mit 12 Regimentern
  - 2. Division (Brigadegeneral David McM. Gregg): 2 Brigaden mit 10 Regimentern
  - 3. Division (Brigadegeneral Hugh Judson Kilpatrick): 2 Brigaden mit 8 Regimentern

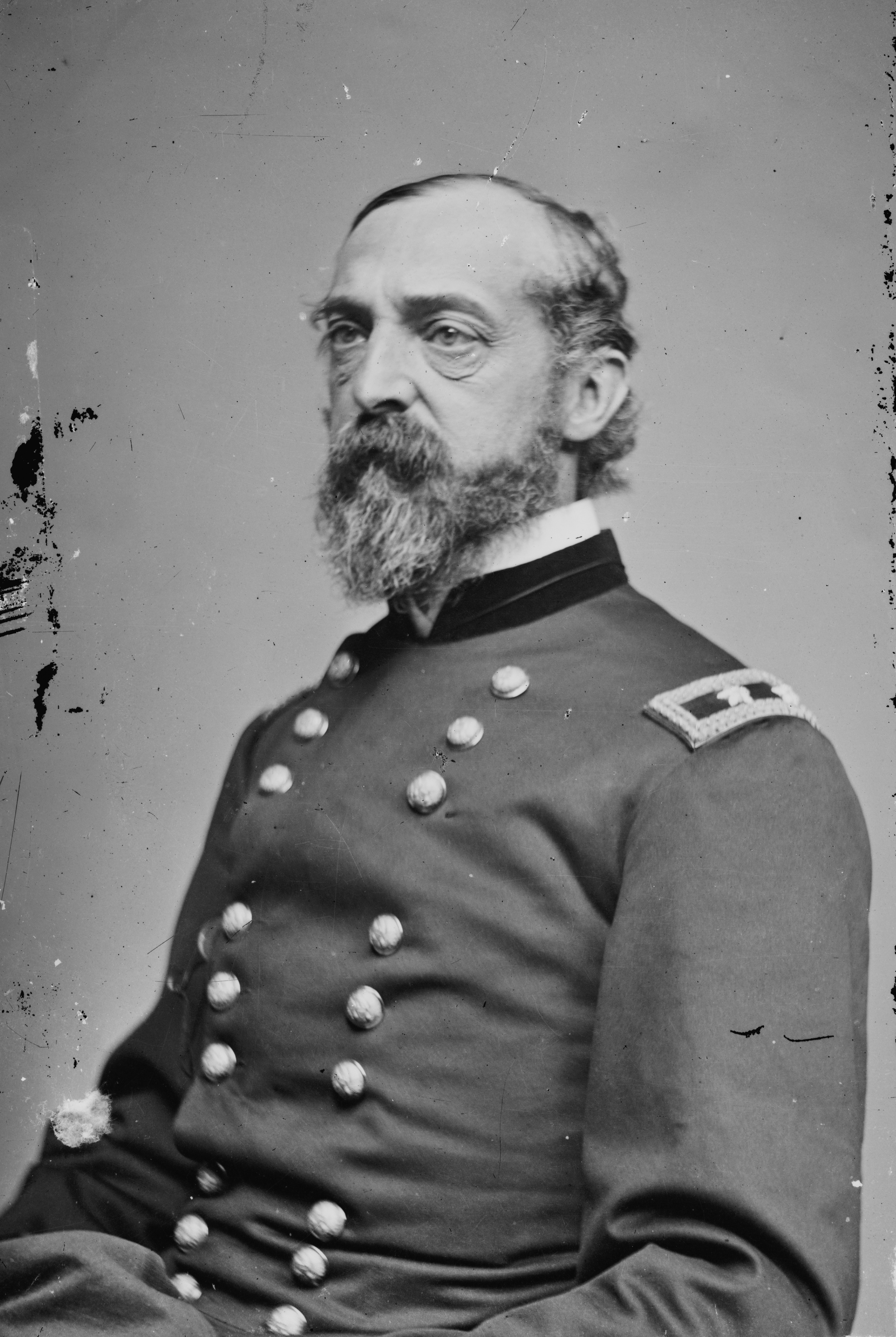
Generalmajor George Gordon Meade, Oberbefehlshaber der Potomac-Armee
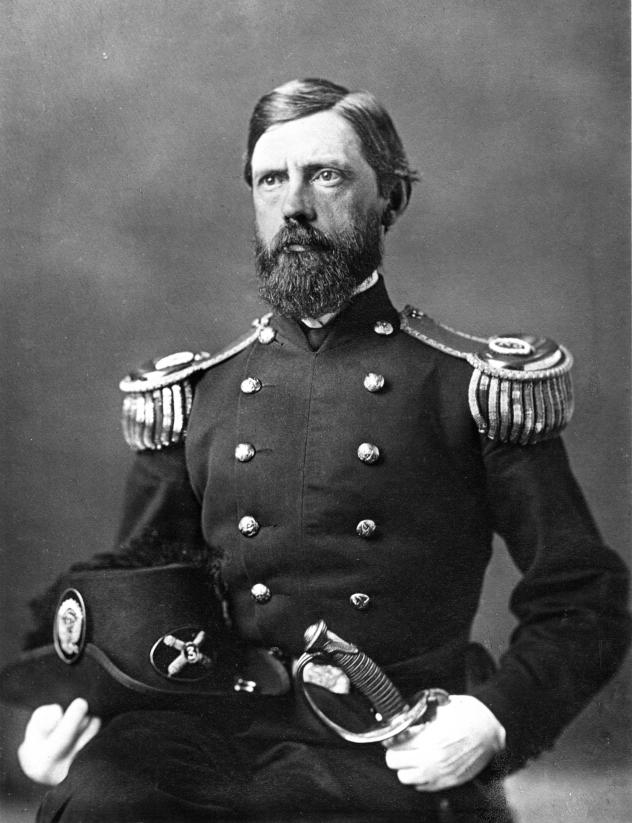
Generalmajor John Fulton Reynolds, Kommandierender General I. Korps
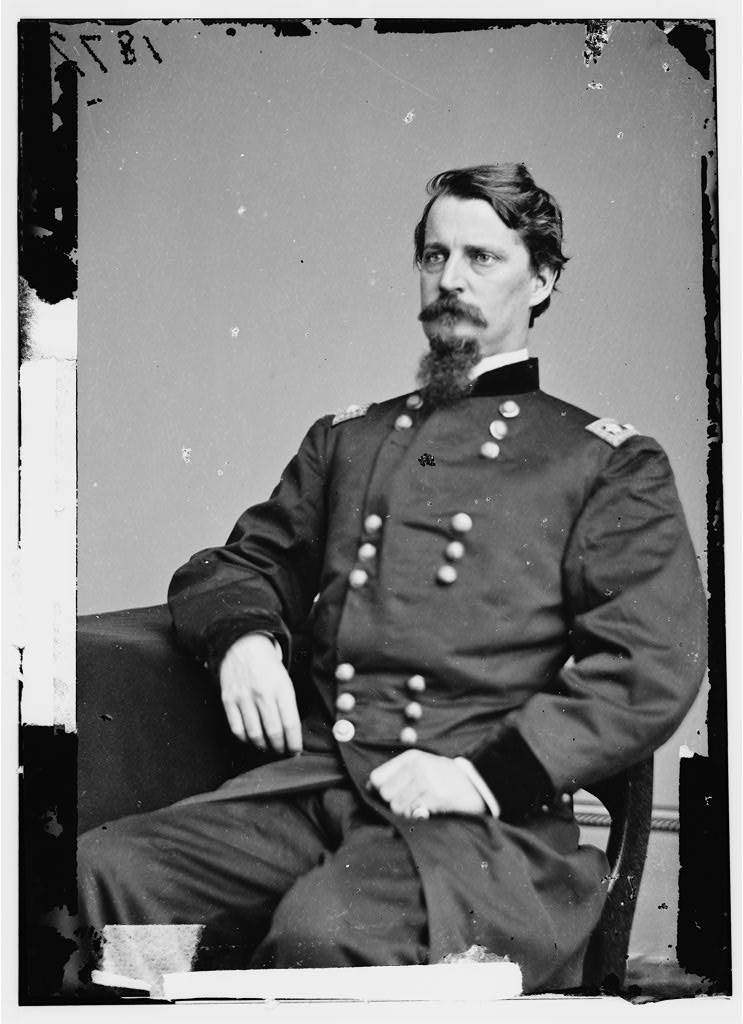
Generalmajor Winfield Scott Hancock, II. Korps
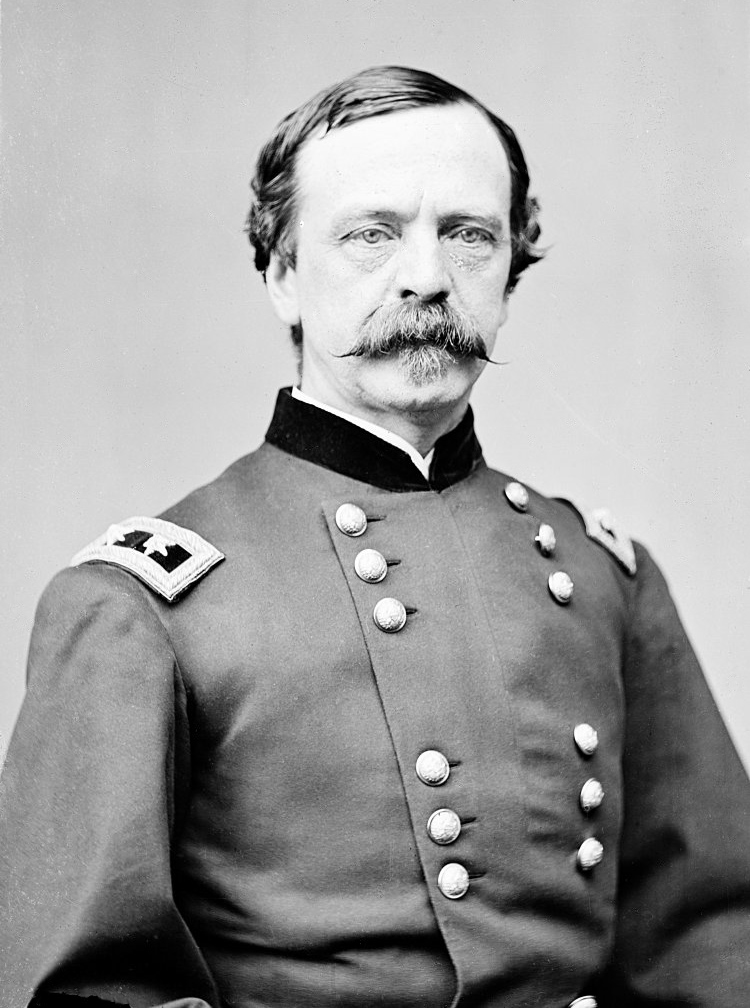
Generalmajor Daniel E. Sickles, III. Korps
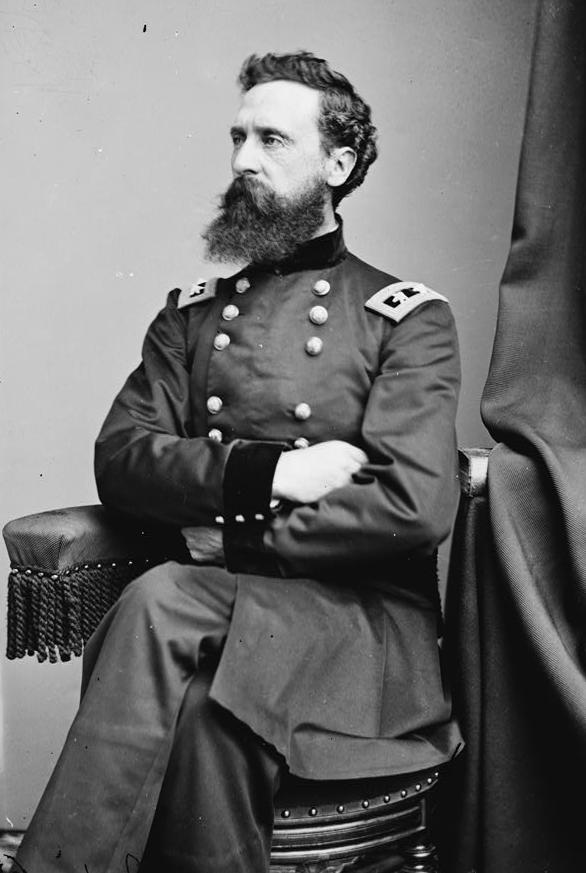
Generalmajor George Sykes, V. Korps
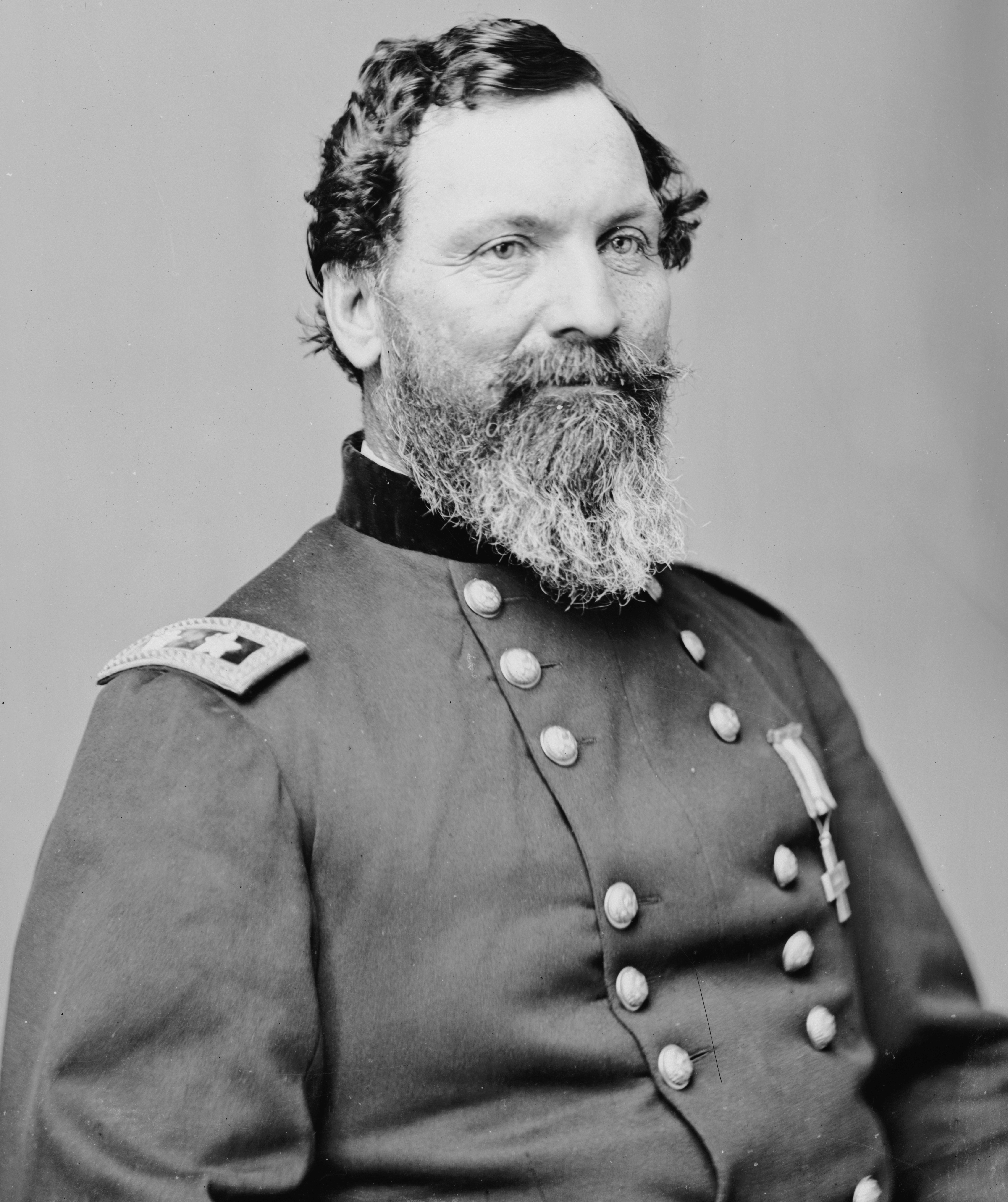
Generalmajor John Sedgwick, VI. Korps
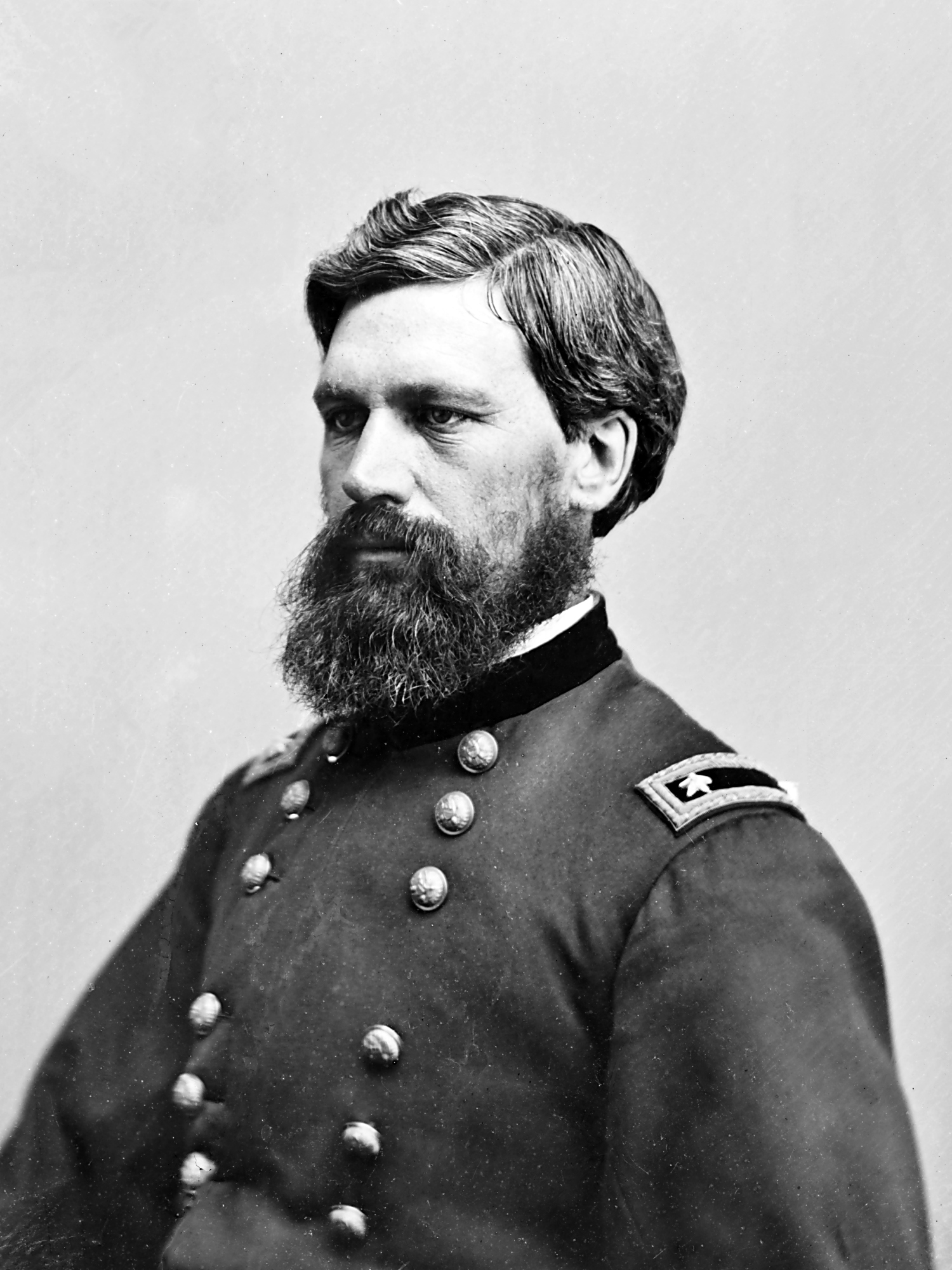
Generalmajor Oliver Otis Howard, XI. Korps
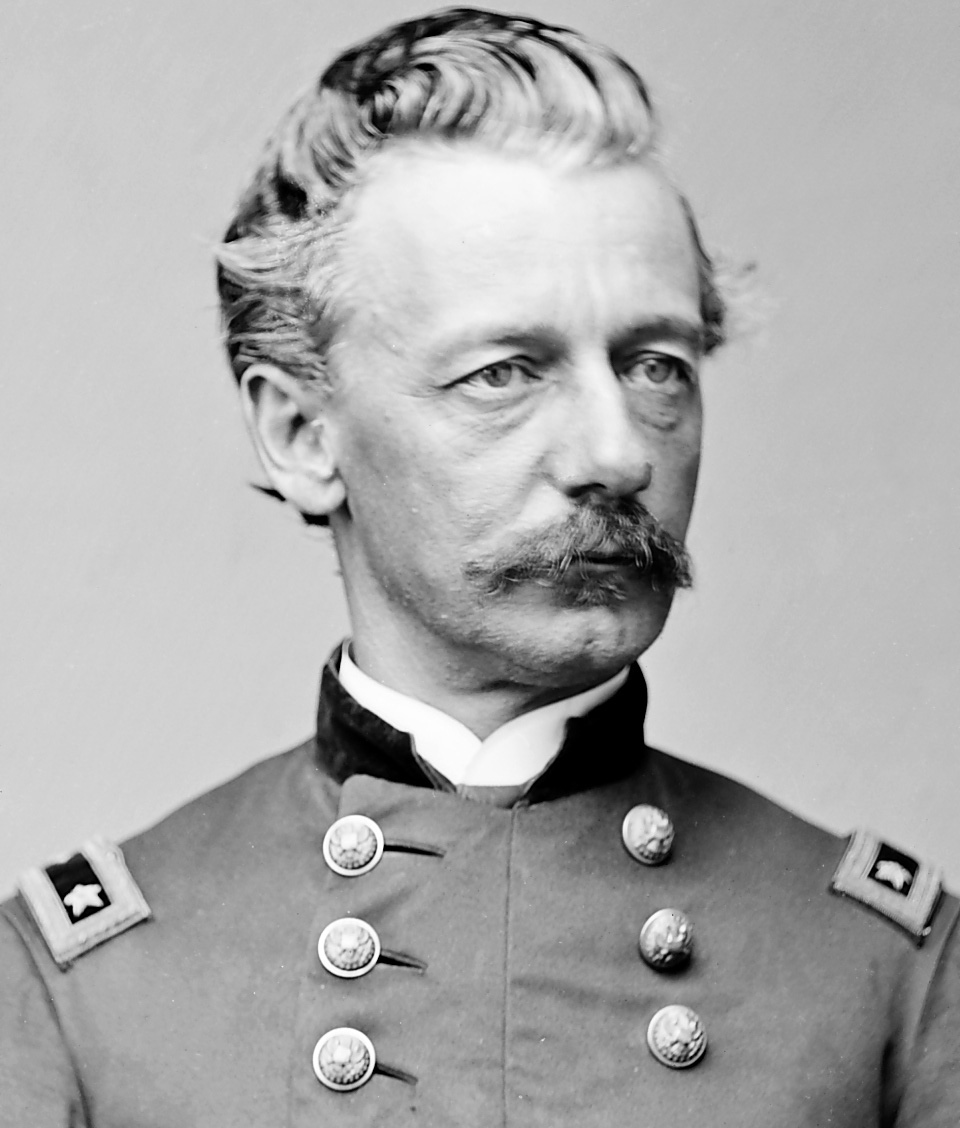
Generalmajor Henry Warner Slocum, XII. Korps

## Legende
Die Liste der Brigaden besteht aus folgenden Spalten:
- AK: Nummer des Armeekorps
- DIV: Nummer der Division innerhalb eines Armeekorps
- Brigade: Nummer der Brigade innerhalb einer Division bzw. Eigenname der Brigade
- Kommandeur: Familienname des Kommandeurs am 1. Juli 1863 (wird oft auf Karten der Schlacht verwendet)
- Gliederung: Regimentsnummer in Kombination mit dem Bundesstaat (z. B. 144NY = 144. New Yorker-Infanterie-Regiment)
- Ankunft: Ankunft der Brigade auf dem Schlachtfeld
- ST1: Stärke der Brigade am 30. Juni 1863
- Verluste: Gefallene/Verwundete/Kriegsgefangene
- V%: prozentuelle Verluste
- ST2: Stärke der Brigade am 4. Juli 1863

Für die Abkürzung der Bundesstaaten wurde die ISO 3166-2-Kodierung verwendet. Folgende Bundesstaates stellten Brigaden für die Potomac-Armee:
- CT...Connecticut
- DE...Delaware
- IL...Illinois
- IN...Indiana
- ME...Maine
- MD...Maryland
- MA...Massachusetts
- MI...Michigan
- MN...Minnesota
- NH...New Hampshire
- NJ...New Jersey
- NY...New York
- OH...Ohio
- PA...Pennsylvania
- RI...Rhode Island
- TN...Tennessee
- VT...Vermont
- WV...West Virginia
- WI...Wisconsin

Einige Regimenter des V. Korps waren Infanterie-Regimenter des regulären US-Heeres, diese sind in der Tabelle mit der Abkürzung US gekennzeichnet. Regimenter, die bei der Schlacht nicht anwesend waren, sind in Klammern gesetzt. Einheiten, welche die halbe Stärke eines Regiments hatten, wurden als Bataillon bezeichnet, bei ihnen ist in der Tabelle ein "B" hintangestellt.

## Liste der Brigaden
| AK   | DIV | Brigade       | Kommandeur     | Gliederung                                | Ankunft    | ST1  | Verluste    | V%     | ST2  |
| ---- | --- | ------------- | -------------- | ----------------------------------------- | ---------- | ---- | ----------- | ------ | ---- |
| I.   | 1.  | Iron Brigade  | Meredith       | 19IN, 24MI, 2WI, 6WI, 7WI                 | 1.7./10:00 | 1829 | 171/720/262 | 63,0 % | 676  |
| I.   | 1.  | 2.            | Cutler         | 7IN, 76NY, 84NY, 95NY,147NY, 56PA         | 1.7./09:30 | 2017 | 128/509/365 | 49,7 % | 1015 |
| I.   | 2.  | 1.            | Paul           | 16ME, 13MA, 94NY, 104NY, 107PA, 153PA     | 1.7./11:00 | 1537 | 50/343/633  | 66,8 % | 511  |
| I.   | 2.  | 2.            | Baxter         | 12MA, 83NY, 97NY, 11PA, 88PA, 90PA        | 1.7./11:30 | 1585 | 41/258/350  | 40,9 % | 936  |
| I.   | 3.  | 1.            | Rowley         | 80NY, 121PA, 142PA, 151PA                 | 1.7./12:00 | 1361 | 111/557/230 | 66,0 % | 463  |
| I.   | 3.  | 2.            | Stone          | 143PA, 149PA, 150PA                       | 1.7./11:30 | 1371 | 109/465/279 | 62,2 % | 518  |
| I.   | 3.  | 3.            | Stannard       | (12VT), 13VT, 14VT, (15VT), 16VT          | 1.7./17:00 | 1950 | 45/274/32   | 18,0 % | 1599 |
| II.  | 1.  | 1.            | Cross          | 5NH, 61NY, 81PA, 148PA                    | 2.7./04:30 | 853  | 57/260/13   | 38,7 % | 523  |
| II.  | 1.  | Irish Brigade | Kelly          | 28MA, 63NY, 69NY, 88NY, 116PA             | 2.7./07:00 | 532  | 27/109/62   | 37,2 % | 334  |
| II.  | 1.  | 3.            | Zook           | 52NY, 57NY, 66NY, 140PA                   | 2.7./08:00 | 975  | 49/227/82   | 36,7 % | 617  |
| II.  | 1.  | 4.            | Brooke         | 27CT, 2DE, 64NY, 53PA, 145PA              | 2.7./07:00 | 851  | 54/284/51   | 45,7 % | 462  |
| II.  | 2.  | 1.            | Harrow         | 19ME, 15MA, 1 MN, 82NY                    | 1.7./21:00 | 1366 | 147/573/48  | 56,2 % | 598  |
| II.  | 2.  | 2.            | Webb           | 69PA, 71PA, 72PA, 106PA                   | 1.7./21:00 | 1224 | 114/338/39  | 40,1 % | 733  |
| II.  | 2.  | 3.            | Hall           | 19MA, 20MA, 7MI, 42NY, 59NY               | 1.7./21:00 | 922  | 71/282/14   | 39,8 % | 555  |
| II.  | 3.  | 1.            | Carroll        | 14IN, 4OH, 8OH, 7WV                       | 1.7./21:00 | 977  | 38/166/7    | 21,6 % | 766  |
| II.  | 3.  | 2.            | Smyth          | 14CT, 1DE, 12NJ, 108NY, 10BNY             | 1.7./21:00 | 1069 | 59/275/26   | 33,7 % | 709  |
| II.  | 3.  | 3.            | Willard        | 39NY, 111NY, 125NY, 126NY                 | 1.7./21:00 | 1508 | 139/542/33  | 47,3 % | 794  |
| III. | 1.  | 1.            | Graham         | 57PA, 63PA, 68PA, 105PA, 114PA, 141PA     | 1.7./22:00 | 1516 | 67/508/165  | 48,8 % | 776  |
| III. | 1.  | 2.            | Ward           | 20IN, 3ME, 4ME, 86NY, 124NY, 99PA         | 1.7./22:00 | 2188 | 129/484/170 | 35,8 % | 1405 |
| III. | 1.  | 3.            | de Trobriand   | 17ME, 3MI, 5MI, 40NY, 110PA               | 2.7./10:00 | 1387 | 75/394/21   | 35,3 % | 897  |
| III. | 2.  | 1.            | Carr           | 1MA, 11MA, 16MA, 12NH, 11NJ, 26PA, (84PA) | 1.7./24:00 | 1718 | 121/604/65  | 46,0 % | 928  |
| III. | 2.  | 2.            | Brewster       | 70NY, 71NY, 72NY, 73NY, 74NY, 120NY       | 2.7./02:00 | 1837 | 132/573/73  | 42,4 % | 1059 |
| III. | 2.  | 3.            | Burling        | 2NH, 5NJ, 6NJ, 7NJ, 8NJ, 115PA            | 2.7./02:00 | 1365 | 59/376/78   | 37,6 % | 852  |
| V.   | 1.  | 1.            | Tilton         | 18MA, 22MA, 1MI, 118PA                    | 2.7./11:00 | 655  | 12/102/11   | 19,1 % | 530  |
| V.   | 1.  | 2.            | Sweitzer       | 9MA, 32MA, 4MI, 62PA                      | 2.7./09:00 | 1423 | 67/239/121  | 30,0 % | 996  |
| V.   | 1.  | 3.            | Vincent        | 20ME, 16MI, 44NY, 83PA                    | 2.7./07:00 | 1336 | 88/253/11   | 26,3 % | 984  |
| V.   | 2.  | 1.            | Day            | 3US, 4US, 6US, 12US, 14US                 | 2.7./06:00 | 1553 | 46/318/18   | 24,6 % | 1171 |
| V.   | 2.  | 2.            | Burbank        | 2US, 7US, 10US, 11US, 17US                | 2.7./07:00 | 954  | 78/342/27   | 46,9 % | 507  |
| V.   | 2.  | 3.            | Weed           | 140NY, 146NY, 91PA, 115PA                 | 2.7./07:00 | 1491 | 40/142/18   | 13,4 % | 1291 |
| V.   | 3.  | 1.            | McCandless     | 30PA, 31PA, 35PA, 42PA                    | 2.7./07:00 | 1248 | 20/132/3    | 12,4 % | 1093 |
| V.   | 3.  | 3.            | Fisher         | 34PA, 38PA, 39PA, 40PA, 41PA              | 2.7./09:00 | 1609 | 6/49/0      | 3,4 %  | 1554 |
| VI.  | 1.  | 1.            | Torbert        | 1NJ, 2NJ, 3NJ, 15NJ                       | 2.7./15:00 | 1320 | 0/11/0      | 0,8 %  | 1309 |
| VI.  | 1.  | 2.            | Bartlett       | 5ME, 121NY, 95PA, 96PA                    | 2.7./15:00 | 1325 | 1/4/0       | 0,4 %  | 1320 |
| VI.  | 1.  | 3.            | Russell        | 6ME, 49PA, 119PA, 5WI                     | 2.7./15:00 | 1832 | 0/2/0       | 0,1 %  | 1830 |
| VI.  | 2.  | 1.            | Grant          | 2VT, 3VT, 4VT, 5VT, 6VT                   | 2.7./17:00 | 1832 | 0/1/0       | 0,1 %  | 1831 |
| VI.  | 2.  | 2.            | Neill          | 7ME, 33NY, 43NY, 49NY, 77NY, 61PA         | 2.7./17:00 | 1775 | 2/11/2      | 0,8 %  | 1760 |
| VI.  | 3.  | 1.            | Shaler         | 65NY, 67NY, 122NY, 23PA, 82PA             | 2.7./16:00 | 1770 | 15/56/3     | 4,2 %  | 1696 |
| VI.  | 3.  | 2.            | Eustis         | 7MA, 10MA, 37MA, 2RI                      | 2.7./16:00 | 1595 | 3/41/25     | 4,3 %  | 1526 |
| VI.  | 3.  | 3.            | Nevin          | 62NY, 93NY, 98PA, 102PA, 139PA            | 2.7./15:00 | 1369 | 2/51/0      | 3,9 %  | 1316 |
| XI.  | 1.  | 1.            | v.Gilsa        | 41NY, 54NY, 68NY, 153PA                   | 1.7./13:00 | 1136 | 54/311/163  | 46,5 % | 608  |
| XI.  | 1.  | 2.            | Ames           | 17CT, 25OH, 75OH, 107OH                   | 1.7./13:00 | 1337 | 68/366/344  | 58,2 % | 559  |
| XI.  | 2.  | 1.            | Coster         | 134NY, 154NY, 27PA, 73PA                  | 1.7./14:00 | 1423 | 56/228/313  | 42,0 % | 826  |
| XI.  | 2.  | 2.            | Smith          | 33MA, 136NY, 55OH, 73OH                   | 1.7./14:00 | 1639 | 51/278/19   | 21,2 % | 1291 |
| XI.  | 3.  | 1.            | Schimmelfennig | 82IL, 45NY, 157NY, 61OH, 74PA             | 1.7./12:15 | 1683 | 58/296/453  | 48,0 % | 876  |
| XI.  | 3.  | 2.            | Krzyzanowski   | 58NY, 119NY, 82OH, 75PA, 26WI             | 1.7./12:15 | 1420 | 75/388/206  | 47,1 % | 751  |
| XII. | 1.  | 1.            | McDougall      | 5CT, 20CT, 3MD, 123NY, 145NY, 46PA        | 1.7./20:00 | 1835 | 12/60/8     | 4,4 %  | 1755 |
| XII. | 1.  | 2.            | Lockwood       | 1MD, 1MD, 150NY                           | 1.7./20:00 | 1818 | 35/121/18   | 9,6 %  | 1644 |
| XII. | 1.  | 3.            | Colgrove       | 27IN, 2MA, 13NJ, 107NY, 3WI               | 1.7./20:00 | 1598 | 49/225/5    | 17,5 % | 1319 |
| XII. | 2.  | 1.            | Candy          | 5OH, 7OH, 29OH, 66OH, 28PA,147PA          | 1.7./20:00 | 1798 | 18/119/2    | 7,7 %  | 1659 |
| XII. | 2.  | 2.            | Kane           | 29PA, 109PA, 111PA                        | 1.7./20:00 | 700  | 23/66/9     | 14,0 % | 602  |
| XII. | 2.  | 3.            | Greene         | 60NY, 78NY, 102NY, 137NY, 149NY           | 1.7./20:00 | 1424 | 67/212/24   | 21,3 % | 1121 |